# Fernando Pereira
Fernando Pereira (nacido en 1963), seudónimo "Cobo", es un Mayor del ejército de Santo Tomé y Príncipe. Es conocido por haber ocupado la presidencia de su país durante siete días.

## Golpe de Estado del 16 de julio de 2003
Pereira lideró un golpe de Estado contra el gobierno democráticamente elegido por el pueblo de Fradique de Menezes, que en ese momento se encontraba fuera del país.
Sin embargo, Pereira devolvió el poder el 23 de julio como parte de un acuerdo Devolución del poder.

## Vida privada
El mayor Fernando "Cobo" Pereira es de origen caboverdiano y angoleño. Es padre de diez hijos.